# Handball Club Astrakhanochka
Pour le club masculin de handball, voir Dinamo Astrakhan.
Le Handball Club Astrakhanochka est un club russe de handball féminin basé à Astrakhan et fondé en 1994.
Il évolue en première division depuis 1999. 
En 2007, il atteint les quarts de finale de la coupe d'Europe des vainqueurs de coupe et, en 2013, les quarts de la coupe EHF.

## Palmarès
compétitions nationales 
- Championnat de Russie
  - Vainqueur (1) : 2016
  - Troisième (2) : 2015, 2018, 2024
- Coupe de Russie
  - Finaliste (1) : 2016
  - Troisième (2) : 2006, 2017, 2018, 2020, 2021

## Joueuses célèbres

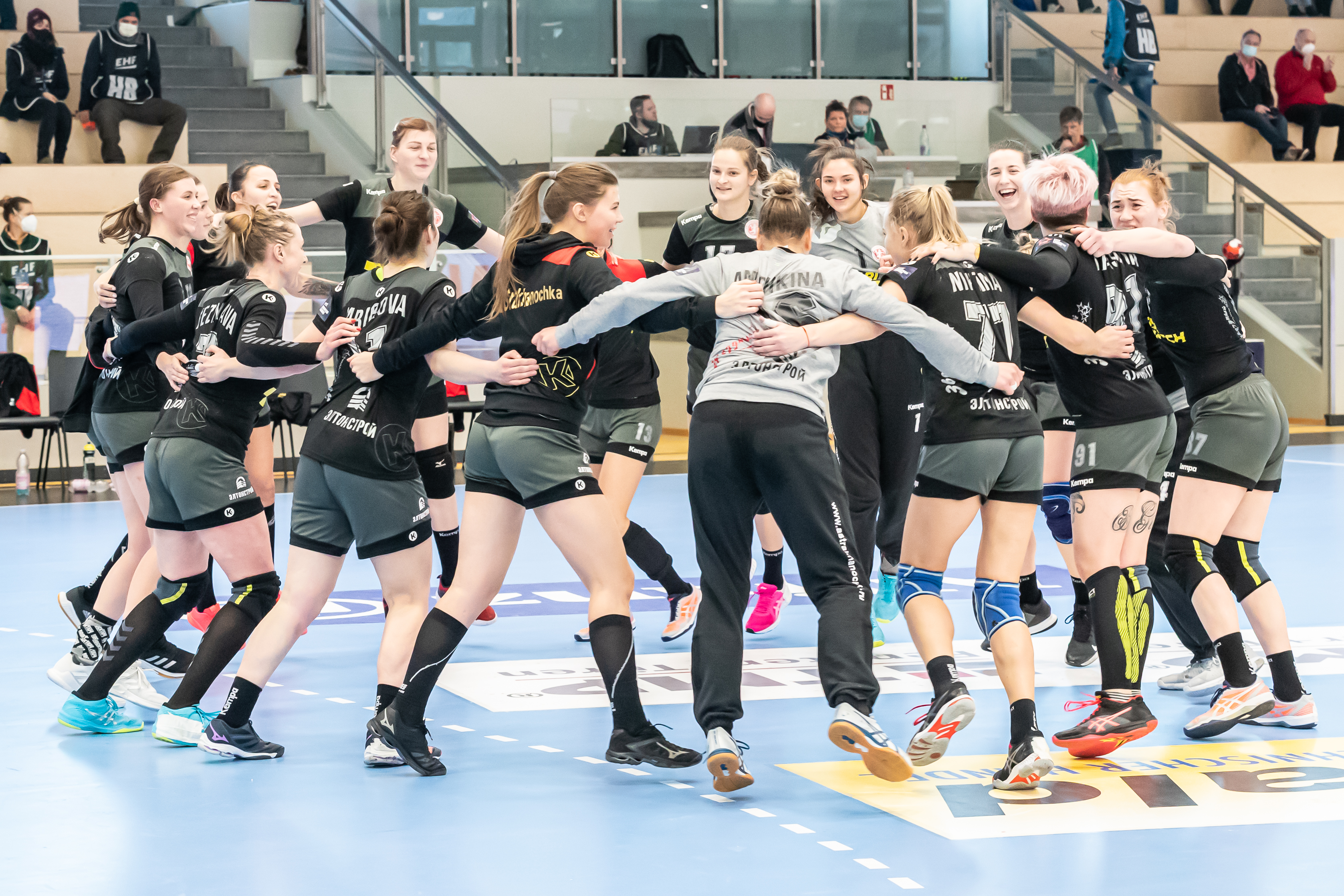
Les joueuses célèbrent leur victoire lors d'un match de la Ligue européenne en 2021.

Parmi les joueuses célèbres du club, on trouve :
- Jelena Erić (2012-2014)
- Olga Gorchenina (2014-2016)
- Victoria Jilinskaïté (2014-2016)
- Marija Jovanović (2013-2014)
- Victoria Kalinina (2015-2016)
- Polina Kouznetsova (2014-2016)
- Elena Polenova (2010-2011)
- Emilia Toureï (-2005 et 2012-2013)
- Ekaterina Vetkova (2013-2014)
- Anna Viakhireva (2014-2016)